# Porez na dohodak
Porez na dohodak je porez nametnut fizičkim ili pravnim licima (poreskim obveznicima) koji varira u zavisnosti od odgovarajućih prihoda ili dobiti (oporezivog prihoda). Porez na dohodak se generalno računa kao proizvod poreske stope i oporezivog prihoda. Poreske stope mogu da variraju po tipu ili karakteru poreskog obveznika.
Poreska stopa može da se povećava sa povećanjem oporezivog prihoda (što se naziva graduisanim ili progresivnim stopama). Porez nametnut kompanijama je obično poznat kao privredni porez i naplaćuje se po paušalnoj stopi. Međutim, individue se oporezuju sa varijabilnim stopama prema opsegu u koji spadaju. Nadalje, partnerske firme takođe se oporezuju po paušalnim stopama. Većina jurisdikcija izuzima lokalno organizovane dobrotvorne organizacije od poreza. Kapitalni dobici mogu da budu oporezovani različitim stopama od drugog prihoda. Krediti raznih vrsta mogu biti dozvoljeni za smanjenje poreza. Neke jurisdikcije nameću viši porez na dohodak polazeći ili od alternativne osnove, ili od meru prihoda.
Oporezivi dohodak poreskih obveznika koji borave u datoj nadležnosti generalno je ukupni prihod umanjen za troškove stvaranja prihoda i druge odbitake. Generalno, samo neto dobit od prodaje imovine, uključujući i ona dobra koja se drže za prodaju, uključuje se u prihod. Prihodi deoničara korporacije obično uključuju distribucije profita korporacije. Odbici obično uključuju poslovne troškove radi stvaranja prihoda, uključujući i naknadu za povraćaj troškova poslovne imovine. Mnoge jurisdikcije dozvoljavaju notacione odbitke za pojedince, i mogu dozvoliti odbijanje nekih ličnih troškova. Većina jurisdikcija ili ne oporezuje dohodak ostvaren izvan njihove nadležnosti ili dopušta kredit za poreze plaćene drugim jurisdikcijama na takav dohodak. Nerezidenti se oporezuju samo na određene vrste prihoda iz izvora unutar jurisdikcije, uz nekoliko izuzetaka.

## Istorija
Koncept oporezivog prihoda je moderan izum i pretpostavlja nekoliko stvari: monetarnu ekonomiju, razumno tačno računovodstvo, zajedničko razumevanje primanja, troškova i profita, i uređeno društvo sa pouzdanim zapisima.
Tokom najvećeg dela istorije civilizacije, ovi preduslovi nisu postojali, i porezi su bili bazirani na drugim faktorima. Porezi na bogatstvo, društvenu poziciju, i vlasništvo nad sredstvima za proizvodnju (tipično zemljištem i robovima) su bili česti. Prakse kao što su desetina, ili prinos prvog roda, postojale su od antičkih vremena, i mogu se smatrati prekurzorom poreza na dohodak, ali im je nedostajala preciznost i svakako da nisu bile bazirane na konceptu neto povećanja.

### Rani primeri
Prvi porez na dohodak se generalno pripisuje Egiptu. U ranim danima Rimske republike, javni porezi su se sastojali od umerenih procena vlasništva i imovine. Poreska stopa pod normalnim uslovima je bila 1% i ponekad bi se popela i do 3% u situacijama kao što je rat. Ti umereni porezi su se naplaćivali za zemlju, domove i druge nekretnine, robove, životinje, lične stvari i monetarna bogatstva. Što je više osoba imala svojine, to je više plaćala porez. Porezi su prikupljeni od pojedinaca.
Godine 10. car Vang Mang iz dinastije Sin uspostavio je nezapamćeni porez na dohodak, sa stopom od 10 procenata profita, za profesionalce i kvalifikovanu radnu snagu. On je svrgnut 13 godina kasnije u 23. godini i pređašnja su pravila vraćena tokom ponovnog uspostavljanja dinastije Han koja je sledila.
Jedan od prvih evidentiranih poreza na dohodak bio je Saladinova desetina koji je uveo Henri  1188. godine da bi prikupio sredstva za pokretanje Trećeg krstaškog rata. Zahtevalo se da svaka osoba u Engleskoj i Velsu bude oporezovana sa jednom desetinom njenog ličnog prihoda i pokretne svojine.

### Moderna era

#### Ujedinjeno Kraljevstvo
Za datum osnivanja modernog poreza na dohodak se obično uzima 1799. godina, na predlog Henrija Brika, Dekana iz Bristola (1813–1837). Taj porez na prihod je uveo Veliku Britaniju premijer Vilijam Pit Mlađi u njegovom budžetu iz decembra 1798, za plaćanje oružja i opreme za Francuske revolucionarne ratove. Pitov novo uvedani (progresivni) porez na prihod je počinjao sa naplatom od 2 stara penija po funti (1/120) na prihode preko £60 (ekvivalentno sa £5,700 u 2018), i povećavao se do maksimuma od 2 šilinga po fundi (10%) na prihode preko £200. Pit je očekivao da će novi porez na prihod doneti £10 miliona godišnje, ali je stvarna ukupna suma za 1799. godinu bila nešto malo veća od £6 miliona.
Pitov porez na prihod je naplaćivan od 1799 do 1802, kada ga je ukinuo Henri Adington tokom Amijenskog mira. Adington je postao premijer 1801, nakon Pitove ostavke zbog katoličke emancipacije. Adington je ponovo uveo porez na prihod 1803. godine kada su ponovno počela neprijateljstva s Francuskom. Ovaj porez je ponovo ukinut 1816. godine, godinu dana nakon bitke kod Vaterloa. Protivnici poreza, koji su smatrali da se on treba koristiti samo za financiranje ratova, želeli su da se svi zapisi o porezu unište po njegovom ukidanju. kancelar blagajne je javno spalio zapise, ali su kopije zadržane u podrumu poreske uprave.
U Ujedinjenom Kraljevstvu Velike Britanije i Irske, porez na dohodak je ponovo uveo Ser Robert Pil putem Zakona o porezu na dohodak iz 1842.. Pil, kao konzervativac, protivio se porezu na prihod tokom opštih izbora iz 1841, ali je rastući budžetski deficit zahtevao novi izvor sredstava. Novi porez na prihod, baziran na Adingtonovom modelu, nametnut je na dohotke iznad £150 (ekvivalentno sa £12,735 u 2018),. Mada je ta mera inicijalno trebala da bude privremena, ona je uskoro postala osnova britanskog poreskog sistema.
Komisija je formirana 1851. godine pod Džozefom Hjumom da istraži stvar, ali nije uspela da proizvede jasne preporuke. Uprkos glasnih prigovora, Vilijam Gledston, kancelar blagajne od 1852. godine, zadržao je progresivni porez na dohodak i proširio ga je kako bi pokrio troškove Krimskog rata. Do 1860-ih, progresivni porez je postao nevoljno prihvaćeni element engleskog fiskalnog sistema.

#### Sjedinjene Države
Federalna vlada SAD nametnula je prvi porez na lični prihod 5. avgusta 1861, kao pomoć u plaćanju ratnih napora tokom Američkog građanskog rata - (3% svog prihoda preko US$800) (to je ekvivalentno sa $28,000 u 2024). Taj je porez ukinut i zamenjen drugim porezom na dohodak 1862. Tek je 1894. godine prvi mirnodopski porez na dohodak uveden putem Vilson-Gormanove tarife. Stopa je bila 2% na prihode preko $4000 (to je ekvivalentno sa $145,000 u 2024), što znači da je manje od 10% domaćinstava plaćalo porez na prihod. Svrha ovog poreza je bila da se pokriju gubici sredstava usled redukcije tarife. Vrhovni sud SAD je doneo odluku da je porez na prihod neustavan, jer 10. amandman zabranjuje bilo kakva ovlašćenja koja nisu izražena u Ustavu SAD, i ne postoje ovlaštenja da se nametne bilo koji drugi vid oporezivanja osim direktnog poreza raspodelom.
Godine 1913, Šesnaesti amandman na Ustav Sjedinjenih Država učinio je porez na prihod stalnim elementom u poreskom sistemu SAD. U fiskalnoj godini 1918, godišnji prikupljenji poreski prihod po prvi put je premašio milijardu dolara, povećavajući se na 5,4 milijarde dolara do 1920. Iznos prihoda prikupljenih putem poreza na dohodak dramatično je varirao, od 1% u ranim danima poreza na dohodak u SAD do stopa oporezivanja od preko 90% tokom Drugog svetskog rata.

## Porez na dohodak u Republici Srpskoj
Porez na dohodak u Republici Srpskoj spada u najznačajnije oblike javnih prihoda. Predstavlja vrstu direktnih poreza.

### Pojam i vrste poreza
Porez je osnovni javni prihod koji država ubire za finansiranje javnih rashoda na svim nivoima vlasti, ili u ekonomskoj i socijalnoj sferi. U ekonomskoj sferi najčešće korišćena podjela poreza jeste na direktne i indirektne.
Pod direktnim porezima podrazumjevamo poreze kod kojih se poklapaju poreski obveznik 
( lice koje je zakonom određeno da plaća porez ) i poreski destinator ( lice koje stvarno plaća porez ). Kod direktnih poreza obaveza plaćanja nastaje samom činjenicom ostvarenja nekog dohotka ( pojedinca ili preduzeća ), koji tada po unaprijed utvrđenoj tarifi biva oporezovan. U direktne poreze se ubraja: 
- Porez na imovinu, naslijeđe i poklon
- Porez na kapitalnu dobit
- Porez na dohodak pojedinaca
- Porez na platu
- Porez na dobit preduzeća.

Indirektni porezi su oni porezi koji se plaćaju prilikom trošenja prihoda i dohotka. Njima se oporezuje promet, odnosno trošenje dobara, tako da oni ne oporezuju neposredno izvor iz kog se plaćaju. Vrste: takse, akcize, carine, i porez na dodatu vrijednost.
Porez kao instrument fiskalne politike postaje jedan od osnovnih instrumenata stabilizacione politike, posebno u pravcu borbe protiv inflacije, jer djeluje na sužavanje novčane tražnje na tržištu i na usporavanje robno – novčane ravnoteže. Fiskalna politika ima zadatak smanjenje nezaposlenosti putem primjene ekspanzivne fiskalne politike ( tj. kroz smanjenje poreskih stopa ); smanjenje inflacije primjenom restriktivne fiskalne politike ( tj. kroz povećanje poreskih stopa ), kao i ublažavanje cikličnih fluktuacija u ekonomiji.

### Uopšte o porezu na dohodak
Porez na dohodak fizičkih lica spada u najznačajnije oblike javnih prihoda. Postoje tri vrste poreza na dohodak fizičkih lica: cedularni, sintetički ili globalni, i mješoviti sistem.
Cedularni sistem polazi od toga da svaki prihod fizičkog lica, treba oporezovati odvojeno, primjenom odgovarajućeg poreza, po pravilu, proporcionalnim stopama. Ti porezi se nazivaju cedularnim porezima. Ovaj sistem oporezivanja ima dvije prednosti. Prva prednost je ta što se na prihode koji potiču iz različitih izvora mogu primjeniti različite poreske stope. Ovo znači da se neki prihodi mogu oporezovati po višim poreskim stopama, a neki po nižim stopama, što daje mogućnost vođenja odgovarajuće fiskalne i ekstrafiskalne politike, ali istovremeno ovo se kosi sa zahtjevima za vođenje neutralne fiskalne politike. Druga prednost ovog sistema oporezivanja je u tome što daje mogućnost da se svaki izvor prihoda utvrdi na način koji mu najviše odgovara. Za ove specifičnosti vezuje se i naplata odgovarajućeg poreza.  Među glavne nedostatke ovog sistema ubrajamo to što ne omogućuje ostvarivanje principa pravičnosti, jer ne uzima u obzir porodične i lične prilike obveznika i ne zahvata na pravi način njegovu ukupnu poresku sposobnost. Takođe, nedostatak je i taj što su slabije dezinflatorne mogućnosti i nepostojanje automatskog stabilizacionog djelovanja na konjukturna kretanja.
Sintetički sistem je zasnovan na tome da sve prihode koje ostvari poreski obveznik treba oporezovati jednim sveobuhvatnim porezom, čija stopa po pravilu treba da bude progresivna. Takođe, oporezuje se ukupna masa obveznikovih prihoda, bez obzira na prirodu primanja i izvore iz kojih potiče.
Mješoviti sistem oporezivanja dohotka u svojoj osnovi ima cedularno oporezivanje na koje se nadovezuje komplementarni porez na ukupan prihod koji se plaća na kraju godine ako se ostvare ukupni prihodi preko nekog zakonom određenog iznosa.
U praksi najzastupljenija su prva dva sistema, dakle, cedularni sistem i sintetički ( globalni ) sistem oporezivanja. U zemljama OECD u primjeni je uglavnom sintetički sistem, dok je u Republici Srpskoj zastupljen mješoviti sistem oporezivanja dohotka fizičkih lica.
Postojeći, mješoviti sistem oporezivanja dohotka fizičkih lica u Republici Srpskoj baziran je na probitnom iz 2001. godine i regulisan je Zakonom o porezu na dohodak građana koji je na snazi od 2015. godine.  U Republici Srpskoj dohodak predstavlja zbir oporezivih neto prihoda ostvarenih u toku jedne kalendarske godine. Oporezivi prihod predstavlja razliku između bruto prihoda koje ostvari poreski obveznik i troškova koje je imao pri njihovom ostvarivanju. Dakle, porezu na dohodak u RS podliježu dohoci od: ličnih primanja, samostalne djelatnosti, autorskih prava, prava srodnih autorskom pravu i prava industrijske svojine, kapitala, kapitalnih dobitaka, iz stranih izvora, ostalog dohotka.
Na ove navedene vrste dohotka plaća se porez, i to cedularno na izvoru i sintetički na kraju kalendarske godine, po proporcijalnoj stopi od 10%. Osnovica poreza na dohodak je razlika između ukupnih prihoda ostvarenih u jednom poreskom periodu i ukupnih rashoda koji se priznaju u skladu sa zakonskim odredbama. Ukoliko se dogodi da je obračunati porez na kraju godine manji od ukupno uplaćenog poreza, poreski obveznik ima pravo da taj iznos koristi kao akontaciju. Porez na dohodak se plaća akontativno u trenutku isplate svakog pojedinačnog dohotka i na osnovu poreske prijave. Za svaki pojedinačni ostvareni dohodak porez po odbitku se plaća u momentu isplate ličnih primanja, ostalog dohotka, dohotka od autorskih prava, prava srodnih autorskim pravima i prava industrijske svojine i dohotka od kapitala. U skladu sa zakonom, godišnji porez na dohodak fizičkog lica plaća se na osnovu godišnje poreske prijave fizičkog lica na dohodak ostvaren u datoj kalendarskoj godini. U godišnjoj poreskoj prijavi iskazuju se svi dohoci ostvareni u toku poreske godine i plaćeni porezi na pojedinačne izvore dohotka.

### Obveznik poreza u Republici Srpskoj
Poreski obveznik poreza na dohodak u Republici Srpskoj je fizičko lice koje podliježe oporezivanju u skladu sa Zakonom o porezu na dohodak građana. Poreski obveznik poreza na dohodak je rezident Republike Srpske  za dohodak ostvaren u republici Srpskoj, drugom entitetu, Brčko distriktu ili drugoj državi; kao i nerezident za dohodak ostvaren u Republici Srpskoj.
Rezident je fizičko lice koje:
- Na teritoriji Republike Srpske ima prebivalište
- Na teritoriji Republike Srpske, neprekidno ili s prekidima, boravi 183 dana ili više dna u periodu od 12 mjeseci koji počinje ili se završava u datoj poreskoj godini
- Ima stalno mjesto stanovanja i središte životnih interesa u Republici Srpskoj.

Za neko lice se kaže da ima stalno mjesto stanovanja ukoliko direktno ili indirektno u svom vlasništvu ili zakupu ima stan, kuću ili drugu stambenu nepokretnost u Republici Srpskoj koja nije namjenjena za kratkotrajni boravak. Pod rezidentom Republike Srpske se smatra i fizičko lice koje ima prebivalište na teritoriji naše republike, a ostvaruje lična primanja van nje, iz budžeta Republike Srpske ili budžeta institucija Bosne i Hercegovine. Pod obveznicima poreza na dohodak se ne smatraju nerezidenti iz Federacije BiH i Brčko distrikta koji ostvaruju dohodak u zajedničkim institucijama i javnim preduzećima BiH koji se nalaze na teritoriji naše republike, za dohodak koji ostvaruju. Taj dohodak se oporezuje u Federaciji BiH ili Brčko distriktu, u zavisnosti čiji je zaposleni nerezident. Ovo je regulisano zakonom, kako bi se izbjeglo dvostruko oporezivanje. Takođe, pod poreskim obveznicima se ne smatraju: strani diplomati, konzuli, zaposleni u diplomatskim, konzularnim predstavništvima ili čak međunarodnim organizacijama, rezidenti zaposleni kod OHR.

### Poreska osnovica
Poresku osnovicu poreza na dohodak fizičkih lica čini zbir neto prihoda konkretnog fizičkog lica iz svih izvora. Zakonodavstva pojedinih zemalja određuju koje se vrste prihoda neće oporezovati, uglavnom riječ je o primanjima socijalno – političkog karaktera. U prihode koji podliježu ovom porezu ubrajamo prihode od ličnih primanja, samostalne djelatnosti, autorskih prava, kapitala, kapitalnih dobitaka, iz stranih izvora i ostalog dohotka. Ovdje je važno istaći značaj dodatnih primanja i imputiranog dohotka, bez čijeg obuhvatanja poreska osnovica ne bi realno iskazivala ekonomsku snagu obveznika. 
- Dodatna primanja u brojnim slučajevima mogu znatno da utiču na povećanje ekonomske snage obveznika. Kao primjere dodatnih primanja možemo navesti: topli obrok, korištenje službenog automobila ili telefona u privatne svrhe, ustupanje svojih proizvoda i usluga zaposlenima besplatno ili po sniženoj cijeni ( npr. prevoz autobusom za zaposlene u datoj firmi ).
- Imputirani dohodak predstavlja prihod fizičkog lica ostvaren sopstvenim radom u sopstvenu korist, odnosno pružanjem usluga samom sebi ( elektičar sam sebi razvede struju u kući ). Vrlo je teško izmjeriti veličinu imputiranog dohotka ali je činjenica da bez njegovog pravilnog obuhvatanja poreska osnovica biva nerealno iskazana.

U Republici Srpskoj  porez se plaća na razliku bruto prihoda koji ostvari poreski obveznik i troškova koje je imao pri njihovom ostvarivanju.

## Literatura
UK
- Stephen Dowell, (2013). History of Taxation and Taxes in England. Routledge.
- James Kessler QC, Taxation of Non-residents and Foreign Domiciliaries (17th edition Key Haven Publications 2018) - discusses taxation of individuals who are United Kingdom resident but not United Kingdom domiciled. Accessible www.foreigndomiciliaries.co.uk
- James Kessler QC, Etienne Wong and Mary Ashley, Taxation of Charities and Nonprofit Organisations (11th edition Key Haven Publications 2017) - discusses taxation of charities and the many exemptions from tax for charities. Accessible www.taxationofcharities.co.uk

SAD
- Fox, Stephen C., Income Tax in the USA. ISBN 978-0-9851-8233-5., 2013 edition.
- Hoffman, William H. Jr.; et al., South-Western Federal Taxation. ISBN 978-0-324-66050-0., 2013 edition.
- Pratt, James W.; Kulsrud, William N.; et al, Federal Taxation", 2013 edition.  978-1-1334-9623-6. (cited above as Pratt).
- Whittenberg, Gerald; Altus-Buller, Martha; and Gill, Stephen, Income Tax Fundamentals 2013. ISBN 978-1-1119-7251-6..
- Hellerstein, Jerome R., and Hellerstein, Walter, State and Local Taxation: Cases and Materials. 2005. ISBN 978-0-314-15376-0..
- Minarik, Joseph J. (2008). „Taxation”.  Ур.: David R. Henderson (ed.). Concise Encyclopedia of Economics (2nd изд.). Library of Economics and Liberty. ISBN 978-0865976658. OCLC 237794267.
- CCH U.S. Master Tax Guide, 2010. ISBN 978-0-8080-2169-8..
- RIA Federal Tax Handbook 2010. ISBN 978-0-7811-0417-3..
- J.K. Lasser's Your Income Tax for 2010. ISBN 978-0-470-44711-6..

## Spoljašnje veze
- Income tax (taxation) на веб-сајту Енциклопедија Британика (језик: енглески)